# Костел Пресвятого Серця Ісуса (Вербка)
Костел Пресвятого Серця Ісуса у Вербці — римсько-католицька церква в селі Вербці Тернопільської области України.

## Відомості
- 1911 — споруджено та освячено філіальну каплицю.
- 1925 — збудовано чергову каплицю на земельній ділянці, яку подарував 1924 року власник села Стефан Бадені.
- 1930 — завершено будівництво мурованого парафіяльного будинку.
- 1929 — утворено парафію.
- 1933 — на території святині встановлено кам'яну скульптуру Матері Божої Непорочної.

У радянський час храм зачинили, а згодом почали його використовувати як зерносховище, а пізніше — функціонував склад хімдобрив та інших хімікалій. Нині — у стані руїни.

## Настоятелі
- о. Михаїл Папроцький (до 1930),
- о. Тадей Теліга,
- о. Вільгейм Гробельний.